# 温特韦布
温特韦布是德国莱茵兰-普法尔茨州的一个市镇。总面积2.95平方公里，总人口173人，其中男性86人，女性87人（2011年12月31日），人口密度59人/平方公里。